# Paul Schultz (generale)
Paul Schultz (Welzheim, 30 ottobre 1891 – Tubinga, 15 settembre 1964) è stato un generale tedesco, decorato con la Croce di Cavaliere della Croce di Ferro con foglie di quercia nel corso della seconda guerra mondiale.

## Biografia

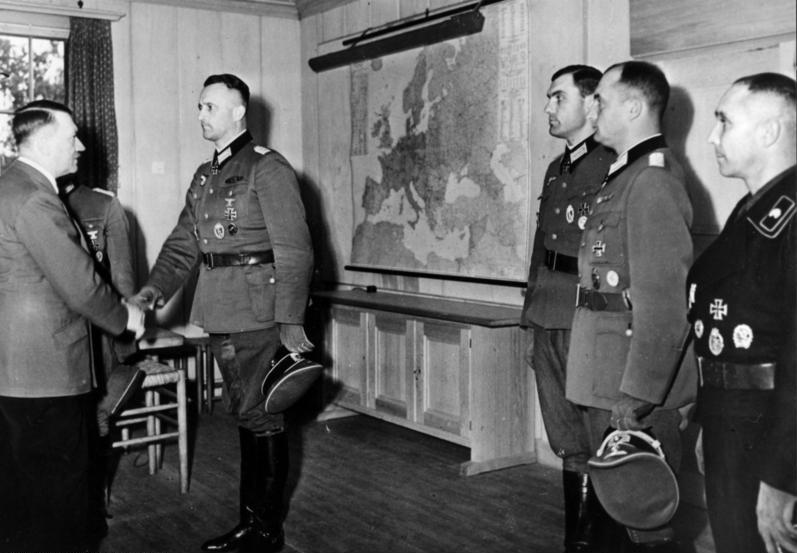
Paul Schultz (il più vicino alla mappa) spetta il suo turno per essere decorato al Wolfsschanze, il 15 settembre 1943. accanto a lui ci sono Theodor Tolsdorff, Günther Pape e Franz Bäke; chi saluta Hitler e Walter Lange.

Nacque a Welzheim il 30 ottobre 1891, figlio di un guardaboschi. Il 10 luglio 1912 si arruolò nell'esercito del Württemberg come cadetto ufficiale,  assegnato al 2. Württembergisches Infanterie-Regiment "Kaiser Wilhelm, König von Preußen" Nr. 120. Fu promosso alfiere il 22 marzo 1913, e dopo aver frequentato la scuola militare, il 17 febbraio 1914 fu promosso tenente. Fu poi trasferito allo Infanterie-Regiment Nr. 192, dove combatté durante la prima guerra mondiale. Fu impiegato soprattutto come comandante di plotone e di compagnia e, talvolta, anche come aiutante di battaglione. Dopo la fine della Grande Guerra, il 31 gennaio 1920, venne congedato dall'esercito.
Il 30 novembre 1919 si arruolò nella polizia del Württemberg a Göppingen, e il 1° aprile 1920 venne promosso tenente di polizia. Il 29 aprile dello stesso anno sposò la signorina Hilde Rüdiger da cui ebbe due figlie e un figlio. Il 1° dicembre 1923 venne nominato capitano di polizia e comandante di una unità di cento agenti a Tubinga. Il 21 maggio 1930 frequentò la scuola di polizia di Stoccarda e fu poi nominato comandante della polizia di Friedrichshafen. Il 1° giugno 1935 venne promosso maggiore di polizia. Per questo motivo venne nominato comandante della polizia di Ulma. Il 1° ottobre 1935 venne reintegrato nell'esercito con il grado di maggiore con anzianità dal 1° ottobre 1934. Contemporaneamente venne nominato comandante della III. Battaglione dello Infanterie-Regiment Tübingen. A causa del cambio di nome del suo battaglione, avvenuto in seguito all'espansione della Reichswehr in Wehrmacht, il 15 ottobre 1935 fu nominato comandante del 2° Battaglione dello Infanterie-Regiment 35. Il 1° ottobre 1937 fu promosso tenente colonnello, e il 26 agosto 1939 fu nominato comandante dello Infanterie-Ersatz-Regiment 78 durante la mobilitazione per l'inizio della seconda guerra mondiale. Il 1° dicembre 1939 assunse l'incarico di comandante del neocostituito Infanterie-Regiment 308, che guidò poi nell'aprile 1940 durante l'operazione Weserübung per  l'occupazione della Danimarca. Alla fine della primavera del 1940 il suo reggimento, inquadrato nella 198. Infanterie-Division, partecipò alla battaglia di Francia. Dopo aver completato il servizio, il 1° settembre 1940 fu promosso colonnello. Dal giugno 1941 il suo reggimento partecipò all'invasione dell'Unione Sovietica (Operazione Barbarossa operando nella Russia meridionale, dove il 18 ottobre 1941 gli fu conferita la Croce militare tedesca in oro. Il suo unico figlio fu ucciso in azione con il Infanterie-Regiment 35 il 10 luglio 1942 nella zona di Orël. Durante la battaglia per la città di Krasnodar nell'estate del 1942, lui e il suo reggimento si distinsero particolarmente, tanto che il 3 settembre 1942 gli fu conferita la Croce di Cavaliere della Croce di Ferro. Il 1° agosto 1943 fu nominato comandante della Armee-Waffenschule (scuola d'armi) della 6. Armee. Il 26 agosto 1943 gli furono conferite retroattivamente le Foglie di Quercia sulla Croce di Cavaliere della Croce di Ferro per i servizi resi al Grenadier-Regiment 308 nella testa di ponte del Kuban. Promosso maggiore generale il 1° marzo 1944, divenne comandante della Armee-Waffenschule dell'8. Armee il 10 ottobre 1944. Tra il 6 aprile e il 16 aprile 1945 fu " Befehlshaber Slowakei/Korps Schultz" con la 710. Infanterie-Division guidata da Gorn e il colonnello Staudinger della 6ª SS-PzAOK. Il 9 maggio 1945 venne fatto prigioniero dagli americani, venendo successivamente rilasciato dalla prigione l'11 giugno 1947. Si spense a Tubinga il 14 settembre 1964.